# Molophilus brevinervis
Molophilus brevinervis är en tvåvingeart som beskrevs av Alexander 1923. Molophilus brevinervis ingår i släktet Molophilus och familjen småharkrankar. Inga underarter finns listade i Catalogue of Life.